# Collegio plurinominale Veneto 2 - 02 (2017)
Il collegio elettorale plurinominale Veneto 2 - 02 è stato un collegio elettorale plurinominale della Repubblica Italiana per l'elezione della Camera tra il 2017 ed il 2022.

## Territorio
Come previsto dalla legge elettorale italiana del 2017, il collegio era stato definito tramite decreto legislativo all'interno della circoscrizione Veneto 2.
Il collegio comprendeva la zona definita dai tre collegi uninominali Veneto 2 - 05 (Vicenza), Veneto 2 - 06 (Bassano del Grappa) e Veneto 2 - 07 (Schio).

## Dati elettorali

### XVIII legislatura
Come previsto dalla legge elettorale, 386 deputati erano eletti in 63 collegi plurinominali con ripartizione proporzionale a livello nazionale tra le coalizioni e le singole liste che avessero superato la soglia di sbarramento stabilita.
Nel collegio venivano eletti 7 deputati.
| Liste          | Liste                               | Proporzionale | Proporzionale | Proporzionale | Maggioritario | Maggioritario | Maggioritario |  |
| Liste          | Liste                               | Voti          | %             | Seggi         | Voti          | %             | Seggi         |  |
| -------------- | ----------------------------------- | ------------- | ------------- | ------------- | ------------- | ------------- | ------------- |  |
|                | Lega                                | 179 518       | 35,21         | 2             | 258 165       | 50,64         | 3             |  |
|                | Forza Italia                        | 48 725        | 9,56          | –             | 258 165       | 50,64         | 3             |  |
|                | Fratelli d'Italia                   | 24 575        | 4,82          | –             | 258 165       | 50,64         | 3             |  |
|                | Noi con l'Italia – UDC              | 5 347         | 1,05          | –             | 258 165       | 50,64         | 3             |  |
|                | Movimento 5 Stelle                  | 119 442       | 23,43         | 1             | 119 442       | 23,43         | –             |  |
|                | Partito Democratico                 | 80 446        | 15,78         | 1             | 97 725        | 19,17         | –             |  |
|                | +Europa                             | 13 699        | 2,69          | –             | 97 725        | 19,17         | –             |  |
|                | Italia Europa Insieme               | 2 071         | 0,41          | –             | 97 725        | 19,17         | –             |  |
|                | Civica Popolare                     | 1 509         | 0,30          | –             | 97 725        | 19,17         | –             |  |
|                | Liberi e Uguali                     | 11 836        | 2,32          | –             | 11 836        | 2,32          | –             |  |
|                | CasaPound                           | 5 005         | 0,98          | –             | 5 005         | 0,98          | –             |  |
|                | Il Popolo della Famiglia            | 4 334         | 0,85          | –             | 4 334         | 0,85          | –             |  |
|                | Potere al Popolo!                   | 3 438         | 0,67          | –             | 3 438         | 0,67          | –             |  |
|                | Italia agli Italiani (FN - MSFT)    | 3 220         | 0,63          | –             | 3 220         | 0,63          | –             |  |
|                | Partito Valore Umano                | 2 289         | 0,45          | –             | 2 289         | 0,45          | –             |  |
|                | Grande Nord                         | 2 156         | 0,42          | –             | 2 156         | 0,42          | –             |  |
|                | 10 Volte Meglio                     | 1 737         | 0,34          | –             | 1 737         | 0,34          | –             |  |
|                | Partito Repubblicano Italiano – ALA | 493           | 0,10          | –             | 493           | 0,10          | –             |  |
| Totale         | Totale                              | 509 840       | 100           | 4             | 509 840       | 100           | 3             |  |
|                |                                     |               |               |               |               |               |               |  |
| Schede bianche | Schede bianche                      | 5 260         | 1,00          |               |               |               |               |  |
| Schede nulle   | Schede nulle                        | 9 119         | 1,74          |               |               |               |               |  |
| Votanti        | Votanti                             | 524 219       | 80,10         |               |               |               |               |  |
| Elettori       | Elettori                            | 654 473       |               |               |               |               |               |  |

## Eletti

### Eletti nei collegi uninominali
Eletti nella coalizione di centro-destra (Lega-FI-FdI-NcI)
| Collegio uninominale  | Eletto | Eletto                 | Partito |
| --------------------- | ------ | ---------------------- | ------- |
| 5. Vicenza            |        | Pierantonio Zanettin   | FI      |
| 6. Bassano Del Grappa |        | Germano Racchella      | Lega    |
| 7. Schio              |        | Maria Cristina Caretta | FdI     |

### Eletti nella quota proporzionale
| Lega                              | Movimento 5 Stelle | Partito Democratico |
| --------------------------------- | ------------------ | ------------------- |
|                                   |                    |                     |
| Silvia Covolo Erik Umberto Pretto | Sara Cunial        | Lucia Annibali      |

1. ↑  In data 17.04.2019 aderisce al gruppo misto, non iscritti (Sara Cunial espulsa dal gruppo M5S).
2. ↑  In data 19.09.2019 aderisce al gruppo Italia Viva.